# Bahnradsport-Weltmeisterschaften 1964
Die Bahnradsport-Weltmeisterschaften 1964 fanden vom 8. bis 13. September 1964 im Prinzenparkstadion in  Paris statt.
Nach einem Lauf zwischen einem polnischen und einem dänischen Sprinter kam es zu einer tätlichen Auseinandersetzung: Der polnische Trainer verpasste dem dänischen Fahrer Peder Pedersen einen Leberhaken, weil dieser vermeintlich seinen Fahrer behindert hatte. Der polnische Verband entschuldigte sich bei der Union Cycliste Internationale und schickte seinen Trainer postwendend nach Hause.
In der deutschen Mannschaft hingegen fielen mehrere Fahrer durch, wie der Radsport schrieb, "unkameradschaftliches und unschönes Verhalten" auf, in dem sie nämlich das Pariser Nachtleben zu ausgiebig genossen. Die Zeitschrift forderte den Bund Deutscher Radfahrer auf, solch ein Verhalten mit der Rücknahme der Nominierung zu den Olympischen Spielen zu ahnden.
Bei dieser WM, die im Hinblick auf die kurz darauf beginnenden Olympischen Spielen besondere Beachtung fand, konnte keiner der Weltmeister aus dem Jahr zuvor seinen Titel verteidigen.

## Resultate

### Frauen
| Disziplin                | Platz | Land                   | Athlet             |
| ------------------------ | ----- | ---------------------- | ------------------ |
| Sprint                   | 1     | Sowjetunion            | Irina Kiritschenko |
|                          | 2     | Sowjetunion            | Galina Jermolajewa |
|                          | 3     | Frankreich             | Gisèle Caille      |
| Einerverfolgung (3000 m) | 1     | Belgien                | Yvonne Reynders    |
|                          | 2     | Vereinigtes Königreich | Beryl Burton       |
|                          | 3     | Sowjetunion            | Aino Puronen       |

### Männer (Profis)
| Disziplin                | Platz | Land           | Athlet                            |
| ------------------------ | ----- | -------------- | --------------------------------- |
| Sprint                   | 1     | Italien        | Antonio Maspes                    |
|                          | 2     | Australien     | Ron Baensch                       |
|                          | 3     | Belgien        | Jos De Bakker                     |
| Einerverfolgung (5000 m) | 1     | Belgien        | Ferdi Bracke                      |
|                          | 2     | Italien        | Leandro Faggin                    |
|                          | 3     | Italien        | Ercole Baldini                    |
| Steherrennen (100 km)    | 1     | Spanien        | Guillermo Timoner/August Meuleman |
|                          | 2     | Belgien        | Leo Proost/Georges Grolimund      |
|                          | 3     | BR Deutschland | Karl-Heinz Marsell/Otto Faltin    |

### Männer (Amateure)
| Disziplin                      | Platz | Land             | Athlet                                                                     |
| ------------------------------ | ----- | ---------------- | -------------------------------------------------------------------------- |
| Sprint                         | 1     | Frankreich       | Pierre Trentin                                                             |
|                                | 2     | Frankreich       | Daniel Morelon                                                             |
|                                | 3     | Italien          | Sergio Bianchetto                                                          |
| Einerverfolgung (4000 m)       | 1     | Niederlande      | Tiemen Groen                                                               |
|                                | 2     | Belgien          | Herman Van Loo                                                             |
|                                | 3     | Tschechoslowakei | Jiří Daler                                                                 |
| Mannschaftsverfolgung (4000 m) | 1     | BR Deutschland   | Lothar Claesges/Karl Link/ Karl-Heinz Henrichs/Ernst Streng                |
|                                | 2     | Italien          | Attilio Benfatto/Cencio Mantovani/ Carlo Rancati/Franco Testa              |
|                                | 3     | Sowjetunion      | Arnold Belgardt/Leonid Kolumbet/ Stanislaw Moskwin/Sergei Tereschtschenkow |
| Steherrennen (1 Stunde)        | 1     | Niederlande      | Jacob Oudkerk/August Meuleman                                              |
|                                | 2     | Belgien          | Jean Walschaerts/Otto Faltin                                               |
|                                | 3     | Frankreich       | Daniel Salmon/Georges Grolimund                                            |